# 미야자키진구역
미야자키진구역(일본어: 宮崎神宮駅)은 일본 미야자키현 미야자키시에 있는 규슈 여객철도 닛포 본선의 역이다. 섬식 승강장 1면 2선의 구조를 지닌 지상역이다.

## 이용 현황
| 연도     | 하루 평균 승차 인원 | 연도     | 하루 평균 승차 인원 |
| 1999년도 | 248                 | 2005년도 | 349                 |
| 2000년도 | 246                 | 2006년도 | 328                 |
| 2001년도 | 249                 | 2007년도 | 344                 |
| 2002년도 | 242                 | 2008년도 | 387                 |
| 2003년도 | 306                 | 2009년도 | 402                 |
| 2004년도 | 345                 |          |                     |
| -------- | ------------------- | -------- | ------------------- |

## 역 주변
- 미야자키 신궁
- 미야자키 현 종합 박물관
- 미야자키 현립 도서관
- 미야자키 현립 미술관
- 미야자키 현립 예술 극장
- NHK 미야자키 방송국
- 미나미큐슈 단기 대학
- 미나미큐슈 대학 보건 양식학부
- 국도 제10호선
- 야마다 전기 New 미야자키 하나가지마 본점

## 역사
- 1913년 12월 15일 : 하나가지마역(일본어: 花ヶ島駅)으로서 개업.
- 1954년 11월 10일 : 미야자키진구역으로 개칭.
- 1987년 4월 1일 : 민영화에 따라, 규슈 여객철도로 이관.

## 인접 정차역
| 닛포 본선              | 닛포 본선   | 닛포 본선                  |
| ---------------------- | ----------- | -------------------------- |
| 하스가이케 고쿠라 방면 | ■ 닛포 본선 | 미야자키 가고시마추오 방면 |